# Giuseppe Pedersoli
Giuseppe Pedersoli (Roma, 11 febbraio 1961) è uno sceneggiatore, produttore cinematografico e produttore televisivo italiano.

## Biografia
Giuseppe Pedersoli nasce primogenito l'11 febbraio 1961 dal popolare attore Bud Spencer e da Maria Amato. È nipote del produttore Giuseppe Amato. Nascono poi le sorelle Cristiana e Diamante.
Destinato a diventare un avvocato dello studio milanese di Alessandro Pedersoli, cugino del padre, studia Giurisprudenza all'Università Statale di Milano, finché nell'estate 1982, vedendolo desideroso di lavorare, suo padre gli trova un posto da assistente alla regia non accreditato sul set di C'era una volta in America, di Sergio Leone, cambiando così le sue prospettive di lavoro.
Inizia a fare il produttore nel 1989 con l'horror Streghe, di Alessandro Capone. Nel 1990 si sposa con una panamense, Lupita Barriga, e nello stesso anno viene scelto dal padre come produttore del suo prossimo film, Un piede in paradiso, di E.B. Clucher, affiancato al più esperto Claudio Bonivento. Nascono poi i suoi figli Alessandro e Carlo Pedersoli Jr.
Tra gli altri film con protagonista il padre Bud produce Un piede in paradiso (1991), Botte di Natale (1994, con anche Terence Hill), Al limite (1997) e Figli del vento (1999); sempre con suo padre produce anche le serie televisive Detective Extralarge, Noi siamo angeli, I delitti del cuoco e il film TV Padre Speranza.

## Filmografia

### Produttore

#### Cinema
- Streghe, regia di Alessandro Capone (1989)
- Un piede in paradiso, regia di E.B. Clucher (1991)
- Les secrets professionnels du Docteur Apfelgluck, regia di Alessandro Capone, Stéphane Clavier, Mathias Ledoux, Thierry Lhermitte e Hervé Palud (1991)
- Botte di Natale, regia di Terence Hill (1994)
- Guiltrip - La colpa (Guiltrip), regia di Gerard Stembridge (1995)
- La stanza di Cloe (The Quiet Room), regia di Rolf de Heer (1996)
- Epsilon, regia di Rolf de Heer (1997)
- Combat de fauves, regia di Benoît Lamy (1997)
- Al limite, regia di Eduardo Campoy (1997)
- Balla la mia canzone (Dance Me to My Song), regia di Rolf de Heer (1998)
- Figli del vento (Hijos del viento), regia di José Miguel Juàrez (1999)
- Dogwatch, regia di Laurie McInnes (1999)
- Risk, regia di Alan White (2000)
- Texas 46, regia di Giorgio Serafini (2002)
- Generazione 1000 euro, regia di Massimo Venier (2009)
- Johnny's Gone, regia di Giorgio Serafini (2011)
- Eye of the Hurricane, regia di Jesse Wolfe (2012)
- Don't Let Me Go, regia di Giorgio Serafini (2013)
- Ci vediamo domani, regia di Andrea Zaccariello (2013)
- La verità su La Dolce Vita, regia di Giuseppe Pedersoli (2020) - documentario
- Milano: The Inside Story of Italian Fashion, regia di John Maggio (2023) - documentario

#### Televisione
- Superfantagenio, regia di Bruno Corbucci (1986)
- Detective Extralarge - serie TV (1991-1993)
- Noi siamo angeli, regia di Ruggero Deodato (1997)
- Padre Speranza - film TV, regia di Ruggero Deodato (2001)
- Giulio Cesare (Julius Caesar) - miniserie TV, regia di Uli Edel (2002)
- Incantesimo - serial TV (2004-2007)
- I delitti del cuoco, regia di Alessandro Capone - serie TV (2010)

### Soggetto e sceneggiatura

#### Cinema
- Un piede in paradiso, regia di E.B. Clucher (1991)

#### Televisione
- Detective Extralarge - serie TV, 7 episodi (1991-1993)
- Noi siamo angeli - serie TV, 1 episodio (1997)
- Padre Speranza - film TV, regia di Ruggero Deodato (2001)
- I delitti del cuoco - serie TV, 3 episodi (2010)
- Piedone - Uno sbirro a Napoli – miniserie TV, regia di Alessio Maria Federici (2024)

### Regia

#### Cinema
- La verità su La Dolce Vita (2020) - documentario

#### Televisione
- Giovanni da Verrazzano - L'uomo che scoprì New York City (2024) - documentario